# 6-я группа армий
6-я группа армий (англ. 6th Army Group) — оперативно-стратегическое объединение в вооружённых силах США и Франции во время Второй мировой войны. Действовала на территории Франции и южной Германии в 1944-45 годах.

## Высадка во Франции
6-я группа армий создана 1 августа 1944 года на Корсике, с целью объединения 7-й американской армии и 1-й французской в планировавшемся вторжении в Южную Францию. 15 августа была проведена Операция Драгун, в ходе которой союзнические войска успешно высадились во французском регионе Прованс — Альпы — Лазурный Берег. В связи с неблагоприятной обстановкой на всём Западном фронте, немецкая Группа армий «G», располагавшаяся во Франции начала отступление на северо-восток. 28 августа французский 2-й корпус при поддержке партизан и кораблей американского флота освободил Тулон и Марсель. 3 сентября союзные войска взяли Лион, а 11 сентября возле Дижона соединились с правым флангом 3-й американской армии 12-й группы армий, наступавшей из Нормандии и Бретани. В результате был образован единый Западный фронт, а немецкие части, располагавшиеся в юго-западных районах Франции, были отрезаны. К ноябрю 6-я группа армий вышла к французско-германской границе в Эльзасе.

## Сражения в Центральной Европе
1 января 1945 немецкие войска (1-я и 19-я армии) попытались перейти в контрнаступление в районе Эльзаса и Лотарингии, однако не смогли добиться существенных результатов и к 25-му числу были остановлены. 26 марта силы 6-й группы армий переправились через Рейн и в течение двух месяцев, не встречая существенного сопротивления, заняли большую часть южной Германии. После капитуляции Германии 6-я группа армий некоторое время несла оккупационные функции на территории Германии.

## Состав

### 8 мая 1945 года
- 6-я группа армий (генерал Джейкоб Л. Диверс)
  - 7-я американская полевая армия (генерал-лейтенант Александр М. Патч)
    - 12-я бронетанковая дивизия (генерал-майор Родерик Р. Аллен)
    - 45-я пехотная дивизия (генерал-майор Роберт Т. Фредерик)
    - 63-я пехотная дивизия (генерал-майор Луис Э. Хиббс)
    - 100-я пехотная дивизия (генерал-майор Уизерс А. Бурресс)
    - 7-й армейский корпус (генерал-майор Эдвард Х. Брукс)
      - 10-я бронетанковая дивизия (генерал-майор Уильям Х. Х. Моррис-младший)
      - 44-я пехотная дивизия (генерал-майор Уильям Ф. Дин)
      - 103-я пехотная дивизия (генерал-майор Энтони К. Маколифф)

    - 15-й армейский корпус (генерал-майор Уэйд Х. Хейслип)
      - 3-я пехотная дивизия (генерал-майор Джон О’Даниэль)
      - 20-я бронетанковая дивизия (генерал-майор Орландо Уорд)
      - 42-я пехотная дивизия (генерал-майор Генри Дж. Коллинз)
      - 86-я пехотная дивизия (генерал-майор Харрис М. Макласки)

    - 21-й армейский корпус (генерал-майор Фрэнк В. Милберн)
      - 2-я бронетанковая дивизия (генерал-майор Филипп Леклерк)
      - 36-я пехотная дивизия (генерал-майор Джон Э. Дальквист)
      - 101-я воздушно-десантная дивизия (генерал-майор Максвелл Д. Тейлор)

  - 1-я французская полевая армия (генерал Жан де Латр де Тассиньи)
    - 1-й армейский корпус (генерал-лейтенант Антуан Бетуар)
    - 2-й армейский корпус (генерал-лейтенант Жозеф де Гойслар де Монсабер)
      - 1-я французская свободная пехотная дивизия (бригадный генерал Пьер Гарбай)
      - 1-я пехотная дивизия (бригадный генерал Жан Каллис)
      - 2-я марокканская пехотная дивизия (бригадный генерал Франсуа де Линарес)
      - 3-я алжирская пехотная дивизия (генерал-майор Августин Гийом)
      - 4-я марокканская горнопехотная дивизия (генерал-майор Рене де Хасдин)
      - 9-я колониальная пехотная дивизия (бригадный генерал Жан-Этьен Валлю)
      - 10-я пехотная дивизия (бригадный генерал Пьер Биллот)
      - 14-я пехотная дивизия (бригадный генерал Рауль Салан)
      - 1-я бронетанковая дивизия (бригадный генерал Эйм-Судре)
      - 5-я бронетанковая дивизия (бригадный генерал Ги Шлессер)

  - Отряд Армии Альп (генерал-лейтенант Поль Доен)
    - 27-я горнопехотная дивизия (полковник Жан Валетт д’Осия)